# Stagno di Sant'Anna
Lo stagno di Sant'Anna è una zona umida situata in prossimità della costa nord-orientale della Sardegna.
Appartiene amministrativamente al comune di Budoni.